# Claude Blanckaert
Pour les articles homonymes, voir Blanckaert.
Claude Blanckaert, né le 18 juin 1952 à Melun et mort le 28 octobre 2024 dans la même ville, est un anthropologue et chercheur français.

## Biographie
Docteur en histoire et philosophie des sciences, il est coresponsable du séminaire « Histoire des sciences de l'homme et de la société » au Centre Alexandre Koyré (CNRS-EHESS-MNHN). Élève de Jacques Roger, il a consacré sa thèse de doctorat (soutenue en 1981) au « Monogénisme et polygénisme en France de Buffon à Paul Broca, 1749-1880 ». Chargé de recherche au CNRS en 1985, il a rejoint le Centre Alexandre-Koyré (CAK) en 1989. De 1995 à 1998, il cofonde et préside la Société française pour l'histoire des sciences de l'homme,. Il est nommé directeur de recherche au CNRS en 1997.
Claude Blanckaert meurt à Melun le 28 octobre 2024 à l'âge de 72 ans.

## Ouvrages de recherche
- La nature de la société : organicisme et sciences sociales au XIXe siècle, Paris, L'Harmattan, coll. « Histoire des sciences humaines », 2004, 155 p.
- De la race à l’évolution : Paul Broca et l'anthropologie française (1850-1900), Paris, L'Harmattan, coll. « Histoire des sciences humaines », 2009, 650 p.